# Тиндализация
Тиндализация — способ стерилизации, предложенный Дж. Тиндалем. Он заключается в дробном нагревании жидкостей (как правило, в течение 1 часа) от трёх до пяти раз с промежутками в 24 ч. За это время споры бактерий, выжившие при 100 °С, прорастают, и вышедшие из них вегетативные клетки бактерий погибают при последующем нагревании.
Используется также для стерилизации пищевых продуктов.

## Применение
Стерилизация лекарственных препаратов, а также для так называемого горячего консервирования пищевых продуктов в специальных аппаратах с терморегуляторами.